# Arthur von Schlieffen

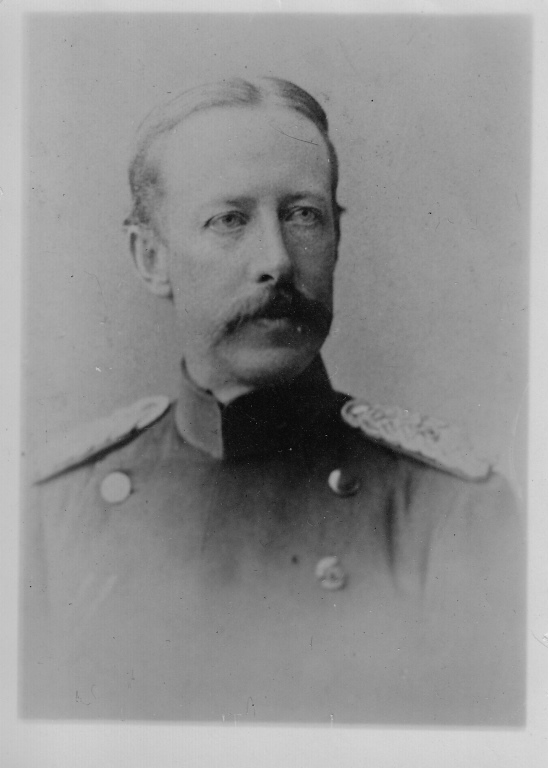
Arthur Graf von Schlieffen

Arthur Graf von Schlieffen (* 7. Juli 1844 in Großkrausche, Landkreis Bunzlau; † 4. September 1914 in Putbus) war ein preußischer Generalleutnant.

## Leben

### Herkunft
Arthur war das sechste von sieben Kindern des Gutsherrn Magnus Graf von Schlieffen (1796–1884) und dessen Ehefrau Auguste, geborene von Schönberg (1808–1890). Unter seinen Brüdern waren der spätere General der Kavallerie und Vorsitzende des preußischen Heroldsamtes Theodor von Schlieffen (1831–1900) sowie der Generalfeldmarschall Alfred von Schlieffen (1833–1913). Die Schwester Maria (* 1834) war von 1870 bis 1902 die 46. Äbtissin des Klosters Drübeck.

### Militärkarriere
Nach seiner Erziehung im elterlichen Hause besuchte Schlieffen die Schule in Bunzlau, das Gymnasium in Glogau sowie die Universität in Berlin. Am 27. Juni 1865 trat er als Dreijährig-Freiwilliger in die 2. Kompanie des 1. Garde-Regiments zu Fuß der Preußischen Armee ein und avancierte bis Mitte Juli 1866 zum Sekondeleutnant. Im selben Jahr nahm Schlieffen während des Krieges gegen Österreich an den Kämpfen bei Soor, Königinhof und Königgrätz teil. Im Krieg gegen Frankreich nahm er an der Schlacht bei St. Privat teil, wurde am 18. August 1870 bei Saint-Privat-la-Montagne schwer verwundet und für sein Wirken mit dem Eisernen Kreuz II. Klasse ausgezeichnet.
Nach dem Friedensschluss absolvierte Schlieffen zur weiteren Ausbildung ab Oktober 1872 für drei Jahre die Kriegsakademie und stieg zwischenzeitlich zum Premierleutnant auf. Am 29. Mai 1878 avancierte er zum Hauptmann und Kompaniechef. Mitte Juli 1885 kommandierte man ihn zur Begleitung des Prinzen Friedrich Leopold von Preußen auf dessen Reisen nach der Schweiz, Italien, Griechenland, der Türkei, Rumänien und Österreich. Am 15. Oktober 1885 wurde Schlieffen dem Regiment aggregiert und als Adjutant zum Stabe der IV. Armee-Inspektion kommandiert. Unter Beförderung zum Major und unter Belassung in seiner Stellung erfolgte am 15. Juni 1886 seine Versetzung in das Grenadier-Regiment „Kronprinz“ (1. Ostpreußisches) Nr. 1. Unter Entbindung von seinem Kommando bei der IV. Armee-Inspektion schloss sich von Anfang September 1887 bis Ende Juli 1891 eine Verwendung als Kommandeur des I. Bataillons im Leib-Grenadier-Regiment (1. Brandenburgisches) Nr. 8  in Frankfurt (Oder) an. Anschließend beauftragte man Schlieffen mit der Wahrnehmung der Geschäfte als etatsmäßiger Stabsoffizier im Füsilier-Regiment „von Gersdorff“ (Hessisches) Nr. 80 in Wiesbaden. Mit der Ernennung zum etatsmäßigen Stabsoffizier wurde er am 22. August 1891 Oberstleutnant und als solcher am 26. Mai 1894 mit der Führung des in Detmold stationierten Infanterie-Regiments „Graf Bülow von Dennewitz“ (6. Westfälisches) Nr. 55 beauftragt. Am 16. Juni 1894 avancierte Schlieffen zum Oberst und Regimentskommandeur.
Unter Stellung à la suite seines Regiments beauftragte man ihn am 18. Oktober 1897 zunächst mit der Führung der 5. Infanterie-Brigade in Stettin und vom 18. November 1897 bis zum 15. Juni 1900 war er als Generalmajor Kommandeur dieses Großverbandes. Anschließend wurde Schlieffen zum Kommandanten von Koblenz und Ehrenbreitstein ernannt und am 18. Mai 1901 erhielt er den Charakter als Generalleutnant. In Würdigung seiner Verdienste zeichnete ihn Kaiser Wilhelm II. mit dem Roten Adlerorden II. Klasse mit Stern und Eichenlaub sowie dem Kronenorden II. Klasse mit Stern aus. In Genehmigung seines Abschiedsgesuches wurde Schliefen am 4. September 1905 mit der gesetzlichen Pension zur Disposition gestellt.
Er starb am 4. September 1914 in Putbus, wo er sich von einer Krankheit erholen wollte. Das dortige Grab existiert nicht mehr.

### Familie
Schlieffen heiratete am 28. Mai 1887 im Neuen Palais in Potsdam die damalige Hofdame der Kronprinzessin Victoria, Rose von Gersdorff (* 1856), eine Tochter des Generals Hermann von Gersdorff. Sie hatten vier Kinder:
- Friedrich Viktor (1888–1918), preußischer Hauptmann, gefallen an der Westfront bei Coutiches
- Rose Charlotte (1890–1982) ⚭ Christoph Senfft von Pilsach (1877–1952)
- Dorothee (1892–1945)
- Mariagnes (1896–1983) ⚭ Egon Stern von Gwiazdowski (1885–1948), preußischer Rittmeister